# الشيعة والتشيع (كتاب)
الشيعة والتشيع هو كتاب فارسي عنوانه الأصلي (بالفارسية: شیعی‌گری)، ألَّفه أحمد كسروي في نقد التشيُّع وهو واحدٌ من ثلاث كتب ألَّفها في نقد الأديان مع كتابيه الآخرين بهائيگري وصوفيگري‌. وقد صدرت العديد من الردود على كتاب الكسروي، كما عُرِّب كتابه غير أنَّ التعريب تعرَّض للنقد حيث عدَّه البعض تحريفاً لأصل الكتاب.